# Das letzte Kommando (1973)
Das letzte Kommando (Originaltitel: The Last Detail) ist ein US-amerikanischer Spielfilm von Hal Ashby aus dem Jahr 1973, produziert von Columbia Pictures. Er basiert auf dem 1970 erschienenen Roman The Last Detail von Darryl Ponicsan.

## Handlung
Die in Norfolk, Virginia, kasernierten Navymatrosen, Billy „Bad Ass“ Buddusky und „Mule“ Mulhall sind sogenannte „lifers“, Soldaten, die sich ihr gesamtes Berufsleben lang verpflichtet haben, der Navy zu dienen. Sie erhalten den Auftrag, einen abgeurteilten Kameraden in das Militärgefängnis Portsmouth Naval Prison bei Portsmouth, New Hampshire, zu überführen. Der 18-jährige Meadows ist wegen versuchten Diebstahls von 40 US-Dollar aus einer Polio-Spendenkasse zu acht Jahren Haft verurteilt und hat seine Strafe anzutreten. Das vollkommen unverhältnismäßige Urteil kam dadurch zustande, dass die Polio-Spendenaktion eine Herzensangelegenheit der Gattin eines hohen Kommandeurs gewesen war.
Buddusky und Mule haben genau fünf Tage Zeit, um ihren Häftling von Virginia nach New Hampshire zu befördern und nehmen sich gemeinsam vor, nach Erledigung des Jobs auf dem Rückweg noch gehörig einen drauf zu machen. Doch schon wenige Kilometer nach Beginn der Reise scheitert das Vorhaben und Buddusky beginnt, väterliche Gefühle für den offensichtlich etwas hart abgeurteilten 18-jährigen Meadows zu entwickeln. Nicht uneigennützig entschließt sich Buddusky, dem „Kid“ noch einige schöne Tage zu verschaffen, und die Reise beginnt einen eigenwilligen Verlauf zu nehmen. Nach etlichen Drinks, einem Bordellbesuch und Kneipenschlägereien versucht Meadows zu fliehen. Buddusky und Mule stellen ihn und schlagen ihn brutal zusammen. Die Sympathie Meadows gegenüber schlägt in starke Abneigung um, da sie ihm vorwerfen, sein Fluchtversuch zeuge von Undankbarkeit. Sie liefern ihn im Militärgefängnis ab, wo er seine Haftstrafe antreten muss.

## Deutung
Hal Ashby dokumentiert in diesem Film die Peripherie amerikanischer Großstädte und die Nebenschauplätze des amerikanischen Mobilitätsgeistes: Motels, Bahnsteige, Greyhound-Busse und Burgerbars, in einer Ära, als Amerika den Vietnamkrieg bereits verloren hat und die Hippie-Bewegung im Begriff ist, auszusterben.

## Kritiken
Das Lexikon des internationalen Films sah eine „souverän geschriebene, gespielte und inszenierte Komödie mit tragischen Untertönen“.
Für Cinema war der Film, in dem Jack Nicholson brilliere, „[m]al sarkastisch, mal traurig“ und „immer gut“.
Filmkritiker Richard Armstrong lobte die Fähigkeit des Films, „das Gefühl von davonlaufender Zeit“ zu vermitteln. John und Judith Hess lobten den Regisseur dafür, die Handlung als eine Metapher für die generelle menschliche Hilflosigkeit gegenüber staatlichen Institutionen zu nutzen.
Basierend auf der Auswertung von 36 Kritiken hat der Film 89 % positive Kritiken bei der Webseite Rotten Tomatoes bei einer durchschnittlichen Bewertung von 8,2/10.
prisma sah eine „traurige Komödie, die aufs schärfste den erbarmungslosen Militärapparat verurteilt“ und fand: „Dank des kritischen Tons und der brillanten Darsteller ist das beste Unterhaltung.“

## Auszeichnungen
Oscar
- Bester Darsteller – Jack Nicholson (nominiert)
- Bestes Drehbuch – Robert Towne (nominiert)
- Bester Nebendarsteller – Randy Quaid (nominiert)

Golden Globe Award 1974
- Bester Darsteller – Jack Nicholson (nominiert)
- Bester Nebendarsteller – Randy Quaid (nominiert)

British Academy Film Awards 1975
- Bester Darsteller – Jack Nicholson
- Bestes Drehbuch – Robert Towne
- Bester Nebendarsteller – Randy Quaid (nominiert)
- Bester Film (nominiert)

Internationale Filmfestspiele von Cannes 1973
- Bester Darsteller – Jack Nicholson
- Bester Film (nominiert)

National Society of Film Critics
- Bester Darsteller – Jack Nicholson

New York Film Critics Circle
- Bester Darsteller – Jack Nicholson